# Črnec Biškupečki
Črnec Biškupečki is een plaats in de gemeente Varaždin in de Kroatische provincie Varaždin. De plaats telt 713 inwoners (2001).